# Magic Baskets
Série
Magic Baskets 2
(2006)
Pour plus de détails, voir Fiche technique et Distribution.
Magic Baskets ou Tout comme Mike au Québec (Like Mike) est un film américain réalisé par John Schultz, sorti en 2002.

## Film

### Synopsis
L'histoire racontée est celle de Calvin Cambridge (Lil Bow Wow), un jeune garçon orphelin de 13 ans, qui voudrait devenir star de basket-ball. Le problème est qu'il est plutôt petit pour son âge (1,41 m), et qu'il n'a pas vraiment le niveau. Mais un jour, il tombe sur une paire de chaussures qui aurait appartenu à "MJ" (le nom de Michael Jordan est évoqué dans le film) lorsqu'il était enfant. Calvin les essaie et miracle, il a le jeu d'une star de la National Basketball Association (NBA).
Il intègre par la suite la NBA dans l'équipe des Los Angeles Knights (équipe fictive en réalité) où il se heurte alors à la star de l'équipe Tracy Reynolds.

### Scénario
Calvin Cambridge et ses deux meilleurs amis, Murph et Reg Stevens, vivent dans un orphelinat. Murph est le plus jeune du trio et entretient des liens étroits avec Calvin. La nuit, ils doivent tous vendre du chocolat pour le directeur de l'orphelinat, Stan Bittleman, après chaque match à domicile de l'équipe de la NBA, les Los Angeles Knights. Calvin rencontre l'entraîneur de l'équipe. Impressionné par les connaissances de Calvin en matière de basket-ball et d'honnêteté au sujet des chocolats, il lui propose des billets pour un match.
Calvin trouve une paire de vieilles baskets portant les initiales MJ, croyant qu'elles ont été portées par Michael Jordan. Les baskets de Calvin sont prises par Ox, qui les jette sur une ligne électrique aérienne. Calvin les récupérera cette nuit-là durant une pluie torrentielle sous orage.
Le lendemain, Calvin et ses amis assistent à la partie de basket-ball opposant les Knights et les Timberwolves du Minnesota . Une fois le deuxième quart terminé, la vedette de l'équipe, Tracy Reynolds, se prépare pour un match à la mi-temps. Le numéro de billet de Calvin est appelé et il se présente face à face avec Tracy. Calvin termine le combat avec un dunk après avoir fait rebondir la balle sur le panneau arrière. Reg et la foule effectuent une ovation à Calvin. Calvin signe un contrat d'une journée avec les Knights. Calvin se prépare pour son premier match avec les Knights, mais se rend compte qu'il n'est pas là pour jouer.
Lorsque les Knights jouent contre les Spurs de San Antonio, ils commencent à perdre de manière significative et l’entraîneur Wagner décide de laisser Calvin jouer au quatrième quart. Calvin mène un retour contre les Spurs et ils gagnent, ce qui conduit Calvin à obtenir un contrat de saison. Reynolds devient son mentor puisque Calvin est toujours mineur. Calvin apporte son travail d'équipe aux Knights et en fait l'une des meilleures équipes de la ligue.
Tracy commence à respecter Calvin après s'être mis dans le pétrin en s'assurant que Tracy ne manque pas son couvre-feu. Bittleman signe un contrat avec l'équipe stipulant que tout l'argent de Calvin lui ira jusqu'à ce que Calvin ait 18 ans ou soit adopté. Lorsque la deuxième option est sur le point de devenir réalité, Bittleman grandit désespérément, vole les chaussures de Calvin et parie 100 000 US $ contre les Knights.
Après avoir convaincu Ox et ses cohortes que Bittleman est égoïste, Ox sort les chaussures du coffre-fort de Bittleman. Les enfants se rendent à l’arène avec les baskets de Calvin. Bittleman s'échappe et envoie ses hommes après Calvin dans une tentative infructueuse de récupérer les chaussures. Calvin se rend à l’arène avec ses souliers après la fin du troisième trimestre avec Vince Carter et les Raptors de Toronto qui acheminent les Knights 80–59.
Au quatrième quart de la dernière saison régulière, Calvin est mis au jeu par l’entraîneur et les Knights commencent à faire leur retour. Après une pile vers la fin du jeu, les chaussures de Calvin sont abîmées. Se retrouvant sans les chaussures et désireux d’être un enfant normal, Calvin dit à l’équipe que ce sera son dernier match.
Dans le dernier jeu, Calvin réussit à passer le ballon à Tracy. Tracy fait le coup gagnant en remportant le match des Knights pour leur première apparition en séries éliminatoires.
Après être retournés dans son orphelinat, Calvin et Murph sont adoptés par Tracy.

## Fiche technique
- Titre original : Like Mike
- Titre français : Magic Baskets
- Titre québécois : Tout comme Mike
- Réalisation : John Schultz
- Scénario : Michael Elliot et Jordan Moffet, d'après une histoire de Michael Elliot
- Musique : Richard Gibbs
- Direction artistique : John Zachary
- Décors : Arlan Jay Vetter
- Costumes : Mary Jane Fort
- Photographie : Shawn Maurer
- Son : Doug Hemphill, James Bolt, Michael Herbick, Tim McColm
- Montage : Peter E. Berger et John Pace
- Production : Peter Heller et Barry Josephson

Production déléguée : Adam Silver et Gregg Winik
Coproduction : Teresa Caldwell, Jermaine Dupri, Garrett Grant et Michael Mauldin
- Sociétés de production[1] : Heller Highwater Productions, Josephson Entertainment et Like Mike Productions, 
  - avec la participation de Twentieth Century Fox,
  - en association avec NBA Entertainment
- Sociétés de distribution : Twentieth Century Fox (États-Unis) ; UGC Fox Distribution (France)
- Budget : 30 millions de $[2]
- Pays d'origine :  États-Unis
- Langue originale : anglais
- Format[3] : couleur (DeLuxe) - 35 mm - 1,85:1 (Panavision) - son DTS | Dolby Digital | SDDS
- Genre : comédie, fantastique
- Durée : 99 minutes
- Dates de sortie[4] :
  - États-Unis : 3 juillet 2002
  - France : 12 février 2003
  - Belgique : 26 février 2003
- Classification[5] :
  -  États-Unis : Certaines scènes peuvent heurter les enfants - Accord parental souhaitable (PG - Parental Guidance Suggested) (certificat #39104).[Note 1].
  -  France : Tous publics (visa d'exploitation no 106626 délivré le 8 avril 2003)[6] - (Conseillé à partir de 10 ans)[7].

## Distribution
- Lil' Bow Wow (VF : Elliott Weill[8] - VQ : Xavier Dolan[9]) : Calvin Cambridge
- Morris Chestnut (VF : Thierry Desroses - VQ : Jean-François Beaupré) : Tracey Reynolds
- Jonathan Lipnicki (VF : Camille Vlérick - VQ : Jean-Marie Moncelet) : Murph
- Brenda Song (VF : Kelly Marot - VQ : Geneviève Déry) : Reg Stevens
- Jesse Plemons (VF : Jim Redler - VQ : Anthoni Jasmin-Vézina) : Ox
- Julius Charles Ritter (VF : Jordan Chir) : Marlon
- Crispin Glover (VF : Jérôme Pauwels - VQ : Pierre Auger) : Stan Bittleman
- Anne Meara (VF : Perrette Pradier - VQ : Élizabeth Chouvalidzé) : Sœur Thérésa
- Robert Forster (VF : Philippe Catoire - VQ : Hubert Gagnon) : Entraîneur Wagner
- Eugene Levy (VF : Michel Papineschi) : Frank Bernard
- Sandra Prosper (en) (VQ : Isabelle Leyrolles) : Janet
- Jason Kidd (VF : Boris Rehlinger - VQ : Benoît Rousseau) : Lui-Même
- Reginald VelJohnson (VQ : Manuel Tadros) : M. Boyd
- Roger Morrissey (VF : Joël Zaffarano) : Marvin Joad
- Timon Kyle (VF : Frantz Confiac) : Henderson
- James McManus (VF : Pierre Laurent - VQ : François L'Écuyer) : M. Williams
- Vanessa Lynn Williams (VQ : Hélène Mondoux) : Pharmacienne
- Geoff Witcher (VQ : Mario Desmarais) : Commentateur sportif
- Allen Iverson : Lui-même
- Gary Payton : Lui-même
- Vince Carter : Lui-même

## Bande originale
| No  | Titre                                                                     | Producer(s)                          | Durée |
| --- | ------------------------------------------------------------------------- | ------------------------------------ | ----- |
| 1.  | Basketball (Lil' Bow Wow featuring Jermaine Dupri, Fabolous and Fundisha) | Jermaine Dupri, La Marquis Jefferson | 3:19  |
| 2.  | NBA 2K2 (R.O.C.)                                                          | Jermaine Dupri                       | 2:09  |
| 3.  | I Remember (TQ featuring Jagged Edge)                                     |                                      | 4:21  |
| 4.  | Take Ya Home (Lil' Bow Wow)                                               |                                      | 3:59  |
| 5.  | Put Me On (Mario)                                                         |                                      | 3:39  |
| 6.  | Playin' the Game (Lil' Bow Wow, additional vocals by Mike Shorey)         | Just Blaze                           | 4:32  |
| 7.  | Dance With You (Solange Knowles featuring B2K)                            |                                      | 3:00  |
| 8.  | Can I Holla (Young Steff featuring Lil' Bow Wow)                          |                                      | 3:28  |
| 9.  | Rule (Nas featuring Amerie)                                               |                                      | 3:56  |
| 10. | Hoop It Up (TCP)                                                          | Cutmaster Swiff                      | 3:19  |

## Distinctions
Entre 2002 et 2003, Magic Baskets a été sélectionné 7 fois dans diverses catégories et a remporté 1 récompense.

### Récompenses
- Festival international du film de Gijón 2002 : Prix du jeune public décerné à John Schultz.

### Nominations
- Prix Bobine Noire 2003 :
  - Meilleur scénario (original ou adapté) pour Jordan Moffet et Michael Elliot,
  - Meilleure performance révolutionnaire - Choix du spectateur pour Shad Moss
  - Meilleure chanson pour Shad Moss, Fabolous, Jermaine Dupri,Kurtis Blow, Shirley Walker, William Waring, James B. Moor, Full Force et Robert Ford (Pour la chanson "Basketball").
- Prix des jeunes artistes 2003 :
  - Meilleur jeune acteur dans un film pour Shad Moss,
  - Meilleur film de comédie.
- Prix ESPY 2003 : Meilleur film sportif.

## Suite
Une suite est sortie directement en vidéo en 2006 sous le titre Magic Baskets 2.